# Максим Боков
Максим Боков е бивш руски футболист, защитник.

## Кариера
Започва кариерата си в Зенит, за който изиграва 19 мача в шампионата на СССР. Боков е титулярен бранител на питерци в годините, в които отборът се скита между Премиер лигата и Първа дивизия. През 1996 е под номер 2 в „Списък 33 най-добри“. В началото на 1997 заедно със съотборниците си Владимир Кулик и Дмитрий Хомуха преминават в ЦСКА (Москва). По време на престоя си при „армейците“ често е използван като краен бранител поради оформилият се тандем между Валерий Минко и Евгений Варламов в средата на защитата. Изиграва и 3 мача за националния отбор на Русия. През 1997 и 1998 е под номер 1 в „Списък 33 най-добри“. Боков е един от основните играчи на ЦСКА когато отборът записва серия от 12 поредни победи и завършва на второ място в класирането през 1998. През 2000 играе финал за купата на Русия, но отборът му губи. През сезон 2001 губи титулярното си място като изиграва едва 8 мача.
В началото на 2002 преминава в Уралан Елиста. Отборът от Калмикия прави силна селекция, но не успява да се задържи в Премиер лигата и изпада. Разтрогвайки с Уралан, Боков остава свободен агент. Известно време поддържа форма с дублиращия отбор на ЦСКА. През 2003 преминава в Терек Грозни. С тях печели Първа дивизия и Купата на Русия през 2004. Боков е твърд титуляр за Терек и изиграва близо 100 мача за тях. През 2006 играе за Салют-Енергия, след което спира с футбола.
След края на кариерата си е помощник-треньор в Салют и Мащук. Води за кратко ФК Дмитров и Волга (Твер). От 2011 е треньор на юноши в ЦСКА (Москва).